# FK Kareda
FK Kareda Kaunas, früher Kareda Šiauliai, Sakalas-Kareda Šiauliai, Sakalas Šiauliai, ist ein ehemaliger litauischer Fußball-Klub. Der 1935 gegründete Verein zog im Jahr 2000 von Šiauliai nach Kaunas um und wurde 2003 aufgelöst. Die Mannschaft wurde 1996/97 und 1997/98 zweimal litauischer Fußballmeister in der A Lyga und zuvor 1968/69 und 1967/77 zweimal in der Vorgängerliga der Sowjetunion.
Vor dem Jahr 2000 hieß der Verein Kareda Šiauliai, 1995–1996 Kareda-Sakalas Šiauliai. Vor 1995 war er als Sakalas Šiauliai, Spartakas Šiauliai und Statybininkas Šiauliai bekannt.

## Teilnahme an der Litauischen Meisterschaft
- 2003 – 14. (2. Liga)
- 2002 – 10. (2. Liga)
- 2001 – 9. (2. Liga; Kareda Kaunas konnte nicht mehr als Farmclub von FBK Kaunas spielen)
- 2000 – 5.
- 1999 – 4.
- 1998/99 – 2.
- 1997/98 – Meister
- 1996/97 – Meister

## Statistik (1991–2000)
| Saisons   | Div. | Liga          | Platz | @      |            |
| --------- | ---- | ------------- | ----- | ------ | ---------- |
| 1991      | 1.   | Lietuvos lyga | 9.    | [ 1 ]  |            |
| 1991/1992 | 1.   | Lietuvos lyga | 8.    | [ 2 ]  |            |
| 1992/1993 | 1.   | Lietuvos lyga | 10.   | [ 3 ]  |            |
| 1993/1994 | 1.   | Lietuvos lyga | 9.    | [ 4 ]  |            |
| 1994/1995 | 1.   | I lyga        | 7.    | [ 5 ]  |            |
| 1995/1996 | 1.   | I lyga        | 2.    | [ 6 ]  | 🏆 LFF Cup |
| 1996/1997 | 1.   | I lyga        | 1.    | [ 7 ]  | Meister    |
| 1997/1998 | 1.   | Lietuvos lyga | 1.    | [ 8 ]  | Meister    |
| 1998/1999 | 1.   | I lyga        | 2.    | [ 9 ]  | 🏆 LFF Cup |
| 1999/2000 | 1.   | LFF lyga      | 4.    | [ 10 ] |            |

## Erfolge
- Litauische Meisterschaft
  - Meister (4): 1969, 1977, 1997, 1998
  - Vizemeister (4): 1966, 1978, 1996, 1999
- Litauischer Pokalsieger (3): 1974, 1996, 1999
- Litauischer Superpokalsieger (1): 1996

## Europapokalbilanz
| Saison    | Wettbewerb                  | Runde                  | Gegner                | Gesamt    | Hin     | Rück    |
| --------- | --------------------------- | ---------------------- | --------------------- | --------- | ------- | ------- |
| 1996/97   | Europapokal der Pokalsieger | Qualifikation          | FC Sion               | 2:4       | 2:4 (A) | 0:0 (H) |
| 1997/98   | UEFA Champions League       | 1. Qualifikationsrunde | Anorthosis Famagusta  | 1:4       | 0:3 (A) | 1:1 (H) |
| 1998/99   | UEFA Champions League       | 1. Qualifikationsrunde | NK Maribor            | 0:4       | 0:3 (H) | 0:1 (A) |
| 1999/2000 | UEFA-Pokal                  | Qualifikation          | NK Olimpija Ljubljana | (a)3:3(a) | 1:1 (A) | 2:2 (H) |

Gesamtbilanz: 8 Spiele, 4 Unentschieden, 4 Niederlagen, 6:15 Tore (Tordifferenz −9)

## Trikot
- Heim: Gelb und Schwaz (1999/2000).
- Auswärts: Schwaz (1999/2000).

| 1999/2000 (H) | 1999/2000 (A) |